# Медведєк (Велике Лаще)
Медведєк (словен. Medvedjek) — поселення в общині Велике Лаще, Осреднєсловенський регіон, Словенія. 
Висота над рівнем моря: 578,1 м.